# Гром (Южная Осетия)
Гром (осет. Гром, груз. ღრომი — Громи) — село в Закавказье, расположено в Цхинвальском районе Южной Осетии, фактически контролирующей село; согласно юрисдикции Грузии — в Горийском муниципалитете.
Центр Громской сельской администрации в РЮО.

## География
Село находится на реке Меджуда (притоке реки Большая Лиахви — притока Куры) на крайнем юго-востоке Цхинвальского района на границе с собственно Грузией (к северу от приграничного грузинского села Патара-Меджврисхеви).

## Население
Население села представлено осетинами. По переписи населения 2015 года — 231 человек.

## История
В период южноосетинского конфликта село входило в зону контроля РЮО.
8 августа 2008 года (в ходе войны в Грузии) было занято грузинскими войсками, по сообщению югоосетинских СМИ, начавшими из него обстреливать осетинские сёла выше по Меджудскому ущелью. Утром 10 августа 2008 года село Гром было оставлено грузинскими войсками почти без боя. После войны 2008 года село вновь находится под контролем властей РЮО.

## Инфраструктура
- Здание администрации
- Громская средняя школа
- Поликлиника
- Почта
- Государственный магазин

## Топографические карты
- Лист карты K-38-65 Ленингори. Масштаб: 1 : 100 000. Издание 1979 г.